# فهرست مدت زمان حق تکثیر کشورها

مدت حق تکثیر در کشورهای مختلف

فهرست کشورهای مختلف و مدت حق تکثیر بر اساس قوانین آن کشورها.

## راهنمای واژه‌ها
- برن = برابر مدت کنوانسیون برن برای حمایت از آثار ادبی و هنری
- تریپس = برابر مدت موافقتنامه تریپس
- WCT = برابر مدت معاهده حق تکثیر سازمان جهانی مالکیت فکری
- طول عمر + ** سال = دارای حق تکثیر در طول عمر پدیدآورنده و ** سال بعد از مرگ او.
- تا پایان سال = دارای حق تکثیر تا پایان سال تقویمی

## جدول
| کشورها                                                         | شرایط حق تکثیر بر اساس مرگ پدیدآورنده | شرایط حق تکثیر بر اساس تاریخ نشر یا پدیدآمدن | تا پایان سال؟     |
| -------------------------------------------------------------- | --- | --- | ----------------- |
| افغانستان                                                      | طول عمر + ۵۰ سال، مگر اینکه پدید آورنده شرایط دیگری تعیین کرده باشد. | ۵۰ سال از آغاز سال بعد از تاریخ انتشار (آثار ناشناس یا با نام مستعار) ۵۰ سال از تاریخ انتشار (آثار نشر شده پس از مرگ پدیدآورنده) ۵۰ سال از تاریخ انتشار (آثار سمعی، بصری) ۵۰ سال از تاریخ انتشار (عکاسی، نقاشی) ۵۰ سال از تاریخ تثبیت (فونوگرام) | بله (سال خورشیدی) |
| آلبانی                                                         | طول عمر + ۷۰ سال | ۷۰ سال از تاریخ انتشار (آثار ناشناس یا با نام مستعار) ۷۰ سال از تاریخ انتشار; ۷۰ سال از تاریخ پدیدآمدن اگر منشر نشده‌است(photographic or آثار دیداری‌شنیداری of joint authorship) ۲۵ سال از تاریخ تولید (works of applied art) | بله               |
| الجزایر                                                        | طول عمر + ۵۰ سال (except آثار منتشر شده بعد مرگ پدیدآورنده) | ۵۰ سال از تاریخ انتشار; ۵۰ سال از تاریخ پدیدآمدن اگر منشر نشده‌است(collective work, آثار ناشناس یا با نام مستعار، آثار دیداری‌شنیداری، آثار منتشر شده بعد مرگ پدیدآورنده) ۵۰ years from creation (photographs or the work of applied art) | بله               |
| آندورا                                                         | طول عمر + ۷۰ سال | ۷۰ سال از تاریخ انتشار; ۷۰ سال از تاریخ پدیدآمدن اگر منشر نشده‌است(collective work with unknown authorship) ۷۰ سال از تاریخ انتشار (آثار ناشناس یا با نام مستعار) | بله               |
| آنگولا                                                         | طول عمر + ۵۰ سال طول عمر + ۲۵ years (photographic works or applied arts) | | بله               |
| آنگولیا                                                        | طول عمر + ۵۰ سال | ۵۰ years from the death of the author, of the last surviving author for works with more than one author. |                   |
| آنتیگوا و باربودا                                              | طول عمر + ۵۰ سال | ۵۰ سال از تاریخ انتشار; ۵۰ سال از تاریخ پدیدآمدن اگر منشر نشده‌است(آثار ناشناس یا با نام مستعار، computer generated work, sound recording or film) ۵۰ years from creation (broadcast); ۵۰ years after programme included in a cable programme service ۲۵ سال از تاریخ انتشار (typographical arrangement of a published edition)                                                                         | بله               |
| آرژانتین                                                       | طول عمر + ۷۰ سال | ۵۰ سال از تاریخ انتشار (anonymous intellectual works belonging to institutions, corporations or legal persons) | بله               |
| ارمنستان                                                       | طول عمر + ۵۰ سال (except آثار منتشر شده بعد مرگ پدیدآورنده first published within 50 years after the author's death) | ۵۰ سال از تاریخ انتشار (آثار ناشناس یا با نام مستعارs; آثار منتشر شده بعد مرگ پدیدآورنده first published within 50 years after the author's death) | بله               |
| آروبا                                                          | طول عمر + ۵۰ سال | |                   |
| استرالیا                                                       | طول عمر + ۷۰ سال [Life + ۵۰ years (death before 1955)] | ۷۰ سال از تاریخ انتشار (sound recordings, cinematograph films) ۵۰ years after making (television broadcasts and sound broadcasts) [۵۰ سال از تاریخ انتشار (photographs, no longer applicable since 1 January 2005)] | بله               |
| اتریش                                                          | طول عمر + ۷۰ سال | ۷۰ سال از تاریخ انتشار; ۷۰ سال از تاریخ پدیدآمدن اگر منشر نشده‌است(آثار ناشناس یا با نام مستعار) | بله               |
| جمهوری آذربایجان                                               | طول عمر + ۵۰ سال (except آثار منتشر شده بعد مرگ پدیدآورنده published at first time during 30 years) | ۵۰ سال از تاریخ انتشار (آثار ناشناس یا با نام مستعار; آثار منتشر شده بعد مرگ پدیدآورنده published at first time during 30 years) | بله               |
| باهاما                                                         | برن | |                   |
| بحرین                                                          | طول عمر + ۵۰ calendar years (except آثار منتشر شده بعد مرگ پدیدآورنده) | ۵۰ calendar سال از تاریخ انتشار (cinematographic films, applied arts works and photographs; آثار ناشناس یا با نام مستعارs; corporate works; آثار منتشر شده بعد مرگ پدیدآورندهs) ۴۰ سال از تاریخ انتشار or 50 years from completion, whichever is earlier (computer software) |                   |
| بنگلادش                                                        | طول عمر + ۵۰ سال | |                   |
| باربادوس                                                       | طول عمر + ۵۰ سال | ۵۰ سال از تاریخ انتشار (آثار ناشناس یا با نام مستعارs) ۵۰ years from making (computer-generated work) ۵۰ سال از تاریخ انتشار; ۵۰ سال از تاریخ پدیدآمدن اگر منشر نشده‌است(sound recordings and films) ۵۰ years from creation (broadcast); ۵۰ years after programme included in a cable programme service ۲۵ سال از تاریخ انتشار (typographical arrangement of a published edition)                       | بله               |
| بلاروس                                                         | طول عمر + ۵۰ سال | ۵۰ سال از تاریخ انتشار or if unpublished 50 years from creation (آثار ناشناس یا با نام مستعارs) ۵۰ years from fixation (performance) ۵۰ سال از تاریخ انتشار or if unpublished 50 years from fixation (phonogram) ۵۰ years from the first broadcast or cable transmission | بله               |
| بلژیک                                                          | طول عمر + ۷۰ سال | |                   |
| بلیز                                                           | طول عمر + ۵۰ سال | |                   |
| بنین                                                           | طول عمر + ۵۰ سال | |                   |
| برمودا                                                         | طول عمر + ۵۰ سال | |                   |
| کشورهای امضاکننده کنوانسیون برن برای حمایت از آثار ادبی و هنری | طول عمر + ۵۰ سال Signatories may grant longer terms. | ۵۰ سال از تاریخ انتشار or if not shown 50 years from creation (cinematographic works) ۵۰ سال از تاریخ انتشار (آثار ناشناس یا با نام مستعارs) ۲۵ years from creation (photographic works) Signatories may grant longer terms. | بله               |
| بوتان                                                          | طول عمر + ۵۰ سال | |                   |
| بولیوی                                                         | طول عمر + ۵۰ سال | |                   |
| بوسنی و هرزگوین                                                | طول عمر + ۷۰ سال | |                   |
| بوتسوانا                                                       | برن, تریپس, WCT | |                   |
| برزیل                                                          | طول عمر + ۷۰ سال | |                   |
| قلمرو بریتانیا در اقیانوس هند                                  | نامعلوم | |                   |
| جزایر ویرجین بریتانیا                                          | نامعلوم | |                   |
| برونئی                                                         | طول عمر + ۵۰ سال | |                   |
| بلغارستان                                                      | طول عمر + ۷۰ سال (EU) | |                   |
| بورکینا فاسو                                                   | طول عمر + ۷۰ سال | |                   |
| بوروندی                                                        | طول عمر + ۵۰ سال | |                   |
| کامبوج                                                         | طول عمر + ۵۰ سال | |                   |
| کامرون                                                         | طول عمر + ۵۰ سال | |                   |
| کانادا                                                         | طول عمر + ۵۰ سال | |                   |
| کیپ ورد                                                        | طول عمر + ۵۰ سال | |                   |
| جزایر کیمن                                                     | نامعلوم | |                   |
| جمهوری آفریقای مرکزی                                           | برن, تریپس | |                   |
| چاد                                                            | برن, تریپس | |                   |
| شیلی                                                           | طول عمر + ۷۰ سال | |                   |
| چین                                                            | طول عمر + ۵۰ سال (citizens' works) | ۵۰ سال از تاریخ انتشار or if unpublished 50 years from creation (works of legal entities, cinematographic works, films or photographic works) | بله               |
| کلمبیا                                                         | طول عمر + ۸۰ سال | ۸۰ سال از تاریخ انتشار (cinematographic works) | بله               |
| کومور                                                          | برن | |                   |
| جمهوری دمکراتیک کنگو                                           | برن, تریپس | |                   |
| جمهوری کنگو                                                    | برن, تریپس | |                   |
| کاستاریکا                                                      | طول عمر + ۷۰ سال | |                   |
| ساحل عاج                                                       | طول عمر + ۹۹ سال (except آثار منتشر شده بعد مرگ پدیدآورندهs published within this period) | ۹۹ سال از تاریخ انتشار (photographic or آثار دیداری‌شنیداریs or works of applied art; آثار ناشناس یا با نام مستعارs; آثار منتشر شده بعد مرگ پدیدآورندهs) | بله               |
| کرواسی                                                         | طول عمر + ۷۰ سال | |                   |
| کوبا                                                           | طول عمر + ۵۰ سال | |                   |
| قبرس                                                           | طول عمر + ۵۰ سال (EU, WCT) | |                   |
| جمهوری چک                                                      | طول عمر + ۷۰ سال | ۷۰ سال از تاریخ انتشار (آثار ناشناس) | بله               |
| دانمارک                                                        | طول عمر + ۷۰ سال | |                   |
| جیبوتی                                                         | طول عمر + ۲۵ سال (برن، تریپس) | ۲۵ سال از تاریخ انتشار or if unpublished 25 years from completion (film) ۲۵ years from completion (a photographic work or a work of applied art) | بله               |
| دومینیکا                                                       | طول عمر + ۷۰ سال | |                   |
| جمهوری دومینیکن                                                | طول عمر + ۵۰ سال | |                   |
| اکوادور                                                        | طول عمر + ۷۰ سال | |                   |
| مصر                                                            | طول عمر + ۵۰ سال | |                   |
| السالوادور                                                     | طول عمر + ۵۰ سال | |                   |
| گینه استوایی                                                   | برن | |                   |
| اریتره                                                         | نامعلوم | |                   |
| استونی                                                         | طول عمر + ۷۰ سال (EU) | ۷۰ سال از تاریخ انتشار (آثار ناشناس یا با نام مستعارs) | بله               |
| اتیوپی                                                         | طول عمر + ۵۰ سال | |                   |
| اتحادیه اروپا                                                  | طول عمر + ۷۰ سال | ۷۰ سال از تاریخ انتشار or if unpublished 70 years from creation (آثار ناشناس) | بله               |
| فیجی                                                           | طول عمر + ۵۰ سال | |                   |
| فنلاند                                                         | طول عمر + ۷۰ سال | ۵۰ سال از تاریخ انتشار (sound recordings, television broadcasts and sound broadcasts) ۵۰ years from creation (photographic works) | بله               |
| فرانسه                                                         | طول عمر + ۷۰ سال (except آثار منتشر شده بعد مرگ پدیدآورندهs published after this term) The following additions to copyright term formerly applied to all works, but the French Cour de Cassation has found them to be superseded by later copyright treaties, thus limiting the copyright term to life + ۷۰ years total, at least for non-musical works of authors who did not "die for France". + 6 years 152 days for musical work published through ۱۹۲۰ + 8 years and 120 days for musical work published through ۱۹۴۷ + ۳۰ years for all works if the author died on active service | ۷۰ سال از تاریخ انتشار (با نام مستعار، anonymous or collective works) ۲۵ سال از تاریخ انتشار (آثار منتشر شده بعد مرگ پدیدآورندهs published after ماده L۱۲۳-۱ term) | بله               |
| گابن                                                           | برن, تریپس, WCT | |                   |
| گامبیا                                                         | طول عمر + ۵۰ سال | |                   |
| گرجستان                                                        | طول عمر + ۷۰ سال | |                   |
| آلمان                                                          | طول عمر + ۷۰ سال | ۲۵ years from first publication or first public performance if copyright has expired before such publication or performance, or if the work has never been protected in Germany and the author died more than 70 years before the first publication | بله               |
| قنا                                                            | طول عمر + ۷۰ سال | |                   |
| یونان                                                          | طول عمر + ۷۰ سال | ۷۰ سال از تاریخ انتشار (آثار ناشناس یا با نام مستعارs) | بله               |
| گرانادا                                                        | برن, تریپس | |                   |
| گواتمالا                                                       | طول عمر + ۷۵ سال | ۷۵ سال از تاریخ انتشار or if unpublished 75 years from creation (computer programs and collective works; آثار ناشناس یا با نام مستعارs; آثار دیداری‌شنیداریs) | بله               |
| گینه                                                           | تریپس, WCT | |                   |
| گینه بیسائو                                                    | برن, تریپس | |                   |
| گویان                                                          | طول عمر + ۵۰ سال | |                   |
| هائیتی                                                         | برن, تریپس | |                   |
| هندوراس                                                        | طول عمر + ۷۵ سال | ۷۰ سال از تاریخ انتشار or, if unpublished within 50 years, 70 years from creation (works of applied art and photographs) | بله               |
| هنگ کنگ                                                        | طول عمر + ۵۰ سال (literary, dramatic, musical or artistic works with known authorship) Life + ۵۰ years (films) | ۵۰ سال از تاریخ انتشار or if unpublished 50 years from creation (literary, dramatic, musical or artistic works with unknown authorship) ۵۰ سال از تاریخ انتشار or if unpublished 50 years from creation (sound recordings) ۵۰ years from creation (broadcast); ۵۰ years after programme included in a cable programme service ۲۵ سال از تاریخ انتشار (typographical arrangement of published editions) | بله               |
| مجارستان                                                       | طول عمر + ۷۰ سال | |                   |
| ایسلند                                                         | طول عمر + ۷۰ سال | |                   |
| هند                                                            | طول عمر + ۶۰ سال (except آثار منتشر شده بعد مرگ پدیدآورندهs) | ۶۰ سال از تاریخ انتشار (آثار منتشر شده بعد مرگ پدیدآورندهs, photographs, cinematograph films, sound recordings, works of public undertakings, and works of international organisations) | بله               |
| اندونزی                                                        | طول عمر + ۵۰ سال | |                   |
| ایران                                                          | طول عمر + ۵۰ سال | ۳۰ سال از تاریخ انتشار (photographic or cinematographic works) |                   |
| عراق                                                           | طول عمر + ۵۰ سال | |                   |
| ایرلند                                                         | طول عمر + ۷۰ سال | |                   |
| اسرائیل                                                        | طول عمر + ۷۰ سال | ۵۰ سال از تاریخ انتشار (photographs created till May 2007) | بله               |
| ایتالیا                                                        | طول عمر + ۷۰ سال [Life + ۵۰ years] | ۷۰ سال از تاریخ انتشار (آثار ناشناس یا با نام مستعار) ۲۰ سال از تاریخ انتشار (copyright of State, the provinces, the communes, the academies or public cultural organizations, or to private legal entities of a non-profit making character) | بله               |
| جامائیکا                                                       | طول عمر + ۵۰ سال | |                   |
| ژاپن                                                           | طول عمر + ۵۰ سال | ۷۰ سال از تاریخ انتشار or if unpublished 70 years from creation (cinematographic works) ۵۰ سال از تاریخ انتشار or if unpublished 50 years from creation (works of a legal person or other corporate body) | بله               |
| اردن                                                           | طول عمر + ۵۰ سال | |                   |
| قزاقستان                                                       | طول عمر + ۵۰ سال | |                   |
| کنیا                                                           | طول عمر + ۵۰ سال (literary, musical or artistic work other than photographs) | ۵۰ years from the latest of creation or publication (audio-visual works and photographs) | بله               |
| کیریباتی                                                       | طول عمر + ۵۰ سال | |                   |
| کره شمالی                                                      | طول عمر + ۵۰ سال (برن) | Works authored by "an institution, enterprise or organization", ۵۰ سال از تاریخ انتشار |                   |
| کره جنوبی                                                      | طول عمر + ۵۰ سال | ۵۰ سال از تاریخ انتشار or if unpublished 50 years from creation (organizational works) | بله               |
| کویت                                                           | طول عمر + ۵۰ سال | |                   |
| قرقیزستان                                                      | طول عمر + ۵۰ سال | |                   |
| لائوس                                                          | ۰، بدون حق تکثیر. | ۰، بدون حق تکثیر. |                   |
| لتونی                                                          | طول عمر + ۷۰ سال [Life + ۵۰ years] | ۷۰ سال از تاریخ انتشار (آثار ناشناس یا با نام مستعار) | بله               |
| لبنان                                                          | طول عمر + ۵۰ سال | |                   |
| لسوتو                                                          | طول عمر + ۵۰ سال | |                   |
| لیبی                                                           | طول عمر + ۲۵ سال with ۵۰-year minimum (as of ۱۹۶۸; may have changed since) | |                   |
| لیختن اشتاین                                                   | طول عمر + ۷۰ سال [Life + ۵۰ years] | |                   |
| لیتوانی                                                        | طول عمر + ۷۰ سال [Life + ۵۰ years] | |                   |
| لوکزامبورگ                                                     | طول عمر + ۷۰ سال [Life + ۵۰ years] | |                   |
| ماکائو(b)                                                      | طول عمر + ۵۰ سال | ۵۰ سال از تاریخ انتشار (آثار ناشناس) ۵۰ سال از تاریخ انتشار (آثار دیداری‌شنیداریs) ۲۵ years from completion (works of applied art and photographic works) | بله               |
| جمهوری مقدونیه                                                 | طول عمر + ۷۰ سال | |                   |
| ماداگاسکار                                                     | طول عمر + ۷۰ سال | |                   |
| مالاوی                                                         | طول عمر + ۵۰ سال | |                   |
| مالزی                                                          | طول عمر + ۵۰ سال | |                   |
| مالدیو                                                         | طول عمر + ۵۰ سال from death. | |                   |
| مالی                                                           | طول عمر + ۵۰ سال | |                   |
| مالت                                                           | طول عمر + ۷۰ سال | |                   |
| جزایر مارشال                                                   | ۰، بدون حق تکثیر. Copyright legislation is not known to exist. | ۰، بدون حق تکثیر. |                   |
| موریتانی                                                       | برن, تریپس | |                   |
| موریس                                                          | طول عمر + ۵۰ سال | |                   |
| مکزیک                                                          | طول عمر +۱۰۰ سال (effective 23 July 2003 non-retroactively) [Life + ۷۵ years (before the law change on 23 July 2003, applicable for deaths before 23 July 1928)] | |                   |
| میکرونزی                                                       | طول عمر + ۵۰ سال | |                   |
| مولداوی                                                        | طول عمر + ۵۰ سال | |                   |
| موناکو                                                         | WCT | |                   |
| مغولستان                                                       | طول عمر + ۵۰ سال | |                   |
| مونته نگرو                                                     | طول عمر + ۷۰ سال | |                   |
| مراکش                                                          | طول عمر + ۵۰ سال | |                   |
| موزامبیک                                                       | طول عمر + ۷۰ سال | |                   |
| میانمار                                                        | تریپس | |                   |
| نامیبیا                                                        | طول عمر + ۵۰ سال (except آثار منتشر شده بعد مرگ پدیدآورندهs) | ۵۰ سال از تاریخ انتشار (آثار منتشر شده بعد مرگ پدیدآورندهs) ۵۰ سال از تاریخ انتشار or if unpublished 50 years from creation (cinematograph films, photographs and computer programs) | بله               |
| نائورو                                                         | نامعلوم | |                   |
| نپال                                                           | طول عمر + ۵۰ سال | ۲۵ years from creation (applied art and photographic work) |                   |
| هلند                                                           | طول عمر + ۷۰ سال | ۷۰ سال از تاریخ انتشار (آثار ناشناس یا با نام مستعار، corporate works with no listed natural author) |                   |
| نیوزلند                                                        | طول عمر + ۵۰ سال (literary, dramatic, musical, or artistic work) | ۵۰ years from creation (computer-generated work) | بله               |
| نیکاراگوئه                                                     | طول عمر + ۷۰ سال | |                   |
| نیجر                                                           | طول عمر + ۵۰ سال | |                   |
| نیجریه                                                         | طول عمر + ۷۰ سال (literary, musical or artistic works other than photographs) | ۷۰ سال از تاریخ انتشار (literary, musical or non-photograph artistic works in the case of government or a body corporate) ۵۰ سال از تاریخ انتشار (cinematograph films and photographs) ۵۰ years from creation (sound recordings) ۵۰ سال از تاریخ انتشار (broadcasts) | بله               |
| نروژ                                                           | طول عمر + ۷۰ سال | |                   |
| عمان                                                           | طول عمر + ۵۰ سال | |                   |
| پاکستان                                                        | طول عمر + ۵۰ سال | |                   |
| پالائو                                                         | طول عمر + ۵۰ سال | |                   |
| پاناما                                                         | طول عمر + ۵۰ سال | |                   |
| پاپوآ گینه نو                                                  | طول عمر + ۵۰ سال | |                   |
| پاراگوئه                                                       | طول عمر + ۷۰ سال | |                   |
| پرو                                                            | طول عمر + ۷۰ سال | |                   |
| فیلیپین                                                        | طول عمر + ۵۰ سال | ۵۰ سال از تاریخ انتشار (photographic works) | بله               |
| لهستان                                                         | طول عمر + ۷۰ سال | |                   |
| پرتغال                                                         | طول عمر + ۷۰ سال [Life + ۵۰ years] | |                   |
| قطر                                                            | طول عمر + ۵۰ سال | |                   |
| رومانی                                                         | طول عمر + ۷۰ سال | |                   |
| روسیه                                                          | طول عمر + ۷۰ سال Rehabilitation + ۷۰ years (for repressed and rehabilitated) Life + ۷۴ years (for those taking part or working during the war ۱۹۴۱-۱۹۴۵) طول عمر + ۵۰ years (death before 1943) | |                   |
| رواندا                                                         | برن, تریپس | |                   |
| سنت کیتس و نویس                                                | طول عمر + ۵۰ سال | |                   |
| سنت لوسیا                                                      | طول عمر + ۵۰ سال | |                   |
| سنت وینسنت و گرنادین‌ها                                         | طول عمر + ۷۵ سال (literary, dramatic, musical or artistic work) | ۷۵ سال از تاریخ انتشار or if unpublished 50 years from creation (sound recording or film) ۵۰ years from creation (computer-generated work) ۵۰ years from creation (broadcast); ۵۰ years after programme included in a cable programme service | بله               |
| ساموآ                                                          | طول عمر + ۷۵ سال | |                   |
| سن مارینو                                                      | نامعلوم | |                   |
| سائوتومه و پرینسیپ                                             | نامعلوم | |                   |
| عربستان سعودی                                                  | طول عمر + ۵۰ سال | |                   |
| سنگال                                                          | برن, تریپس | |                   |
| صربستان                                                        | طول عمر + ۷۰ سال | |                   |
| سیشل                                                           | طول عمر + ۲۵ سال | ۲۵ سال از تاریخ انتشار (photograph, film, or broadcast) ۲۵ years from creation (sound recording) | بله               |
| سنگاپور                                                        | طول عمر + ۷۰ سال (except آثار منتشر شده بعد مرگ پدیدآورنده) | ۷۰ سال از تاریخ انتشار (آثار منتشر شده بعد مرگ پدیدآورنده، photograph) ۷۰ سال از تاریخ انتشار (sound recordings and cinematograph films) ۵۰ years after making (television broadcasts, sound broadcasts, cable programmes) ۲۵ سال از تاریخ انتشار (published editions of works) | بله               |
| اسلواکی                                                        | طول عمر + ۷۰ سال | |                   |
| اسلوونی                                                        | طول عمر + ۷۰ سال | |                   |
| جزایر سلیمان                                                   | طول عمر + ۵۰ سال | |                   |
| سومالی                                                         | نامعلوم | |                   |
| آفریقای جنوبی                                                  | طول عمر + ۵۰ سال (literary or musical works or artistic works, other than photographs) | ۵۰ سال از تاریخ انتشار or if unpublished 50 years from creation (cinematography films, photographs, computer programs) ۵۰ سال از تاریخ انتشار (sound recordings; broadcasts; programme-carrying signals; and published editions) | بله               |
| اسپانیا                                                        | طول عمر + ۷۰ سال [Life + ۸۰ years(۱۸۷۹–۱۹۸۷), Life + ۶۰ years(۱۹۸۷–۱۹۹۴)] | |                   |
| سری لانکا                                                      | طول عمر + ۵۰ سال | ۵۰ سال از تاریخ انتشار or if unpublished 50 years from completion (cinematographic, radiophonic or آثار دیداری‌شنیداری) ۲۵ سال از تاریخ انتشار (photographic work or a work of applied art) | بله               |
| سودان                                                          | طول عمر + ۵۰ سال | ۲۵ سال از تاریخ انتشار (photographic pictures and cinematographic films and other آثار دیداری‌شنیداریs; works published under unknown pseudonym or anonymously) |                   |
| سورینام                                                        | برن, تریپس | |                   |
| سوازیلند                                                       | طول عمر + ۵۰ سال | |                   |
| سوئد                                                           | طول عمر + ۷۰ سال | | بله               |
| سوئیس                                                          | طول عمر + ۷۰ سال effective 1 July 1993 non-retroactively, but Life + ۵۰ years for computer programs [Life + ۵۰ سال (before the law change on 1 July 1993, applicable for deaths through 1942)] | ۵۰ years after performance (performers' rights) | بله               |
| سوریه                                                          | طول عمر + ۵۰ سال | ۱۰ سال از تاریخ تولید (photographic, fine arts or plastic arts) |                   |
| تایوان (چین تایپه)                                             | طول عمر + ۵۰ سال (except آثار منتشر شده بعد مرگ پدیدآورندهs first published 40 to 50 years after death) | ۵۰ سال از تاریخ انتشار (آثار ناشناس یا با نام مستعار) ۵۰ سال از تاریخ انتشار; ۵۰ سال از تاریخ پدیدآمدن اگر منشر نشده‌است(corporate works; photographic works, آثار دیداری‌شنیداریs, sound recordings, and performances) ۱۰ سال از تاریخ انتشار (آثار منتشر شده بعد مرگ پدیدآورندهs first published 40 to 50 years after death)                                                                           | بله               |
| تاجیکستان                                                      | برن | |                   |
| تانزانیا                                                       | طول عمر + ۵۰ سال | |                   |
| تایلند                                                         | طول عمر + ۵۰ سال | ۵۰ سال از تاریخ انتشار or 50 years from creation if not published within 50 years from creation |                   |
| تیمور شرقی                                                     | طول عمر + ۵۰ سال | |                   |
| توگو                                                           | طول عمر + ۵۰ سال | |                   |
| تونگا                                                          | طول عمر + ۵۰ سال | |                   |
| ترینیداد و توباگو                                              | طول عمر + ۵۰ سال | |                   |
| تونس                                                           | طول عمر + ۵۰ سال | |                   |
| ترکیه                                                          | طول عمر + ۷۰ سال | |                   |
| ترکمنستان                                                      | طول عمر + ۵۰ سال | |                   |
| تووالو                                                         | طول عمر + ۵۰ سال | |                   |
| اوگاندا                                                        | تریپس | |                   |
| اوکراین                                                        | طول عمر + ۷۰ سال [Life + ۵۰ years] | |                   |
| امارات متحده عربی                                              | طول عمر + ۵۰ سال | |                   |
| بریتانیا                                                       | طول عمر + ۷۰ سال | ۵۰ years after release or if not released 50 years after making (sound recordings) | بله               |
| ایالات متحده آمریکا                                            | طول عمر + ۷۰ سال (works published since 1978 or unpublished works) | ۹۵ سال از تاریخ انتشار or 120 years from creation whichever is shorter (آثار ناشناس، با نام مستعار works, or works made for hire, published since 1978) ۹۵ سال از تاریخ انتشار for works published ۱۹۶۴–۱۹۷۷; ۲۸ (if copyright not renewed) or ۹۵ سال از تاریخ انتشار for works published ۱۹۲۳–۱۹۶۳ (Copyrights prior to 1923 have expired.)                                                           | بله               |
| کنوانسیون جهانی حق تکثیر                                       | طول عمر + ۲۵ سال (general works) | ۲۵ سال از تاریخ انتشار (specific works not based on authors' deaths) ۱۰ years (photographic works or to works of applied art) |                   |
| اروگوئه                                                        | طول عمر + ۵۰ سال | |                   |
| ازبکستان                                                       | طول عمر + ۵۰ سال | |                   |
| وانواتو                                                        | نامعلوم | |                   |
| شهر واتیکان                                                    | طول عمر + ۷۰ سال | |                   |
| ونزوئلا                                                        | طول عمر + ۶۰ سال | ۶۰ سال از تاریخ انتشار; ۶۰ سال از تاریخ پدیدآمدن اگر منشر نشده‌است(an آثار دیداری‌شنیداری، a broadcast work or a computer program) ۶۰ سال از تاریخ انتشار (آثار ناشناس یا با نام مستعار) | بله               |
| ویتنام                                                         | برن | |                   |
| یمن                                                            | طول عمر + ۳۰ سال | |                   |
| زامبیا                                                         | طول عمر + ۵۰ سال | |                   |
| زیمبابوه                                                       | طول عمر + ۵۰ سال | ۵۰ سال از تاریخ انتشار (photographs) ۵۰ years from creation (Sound recordings) ۵۰ سال از تاریخ انتشار (cinematograph films, broadcasts) | بله               |